# Patty (polska piosenkarka)
Patty, właśc. Patrycja Dłutkiewicz-Workowska (ur. 14 lipca 1991 w Łodzi) – polska piosenkarka, autorka tesktów i kompozytorka.
Wydała album studyjny: Już zmrok (2013). Wylansowała przeboje, takie jak „Zabiłeś tę miłość, Nie ma nas” czy „Zaufaj mi”. Jej płyta dotarła na szczyt listy najchętniej kupowanych albumów w Polsce. Za sprzedaż swojego albumu otrzymała złotą płytę. 
Materiały wideo na oficjalnym kanale Patty w serwisie YouTube mają ponad 127 mln wyświetleń. Ponadto przekroczyła liczbę 8 milionów odtworzeń w serwisie Spotify. Od kilku lat publikuje materiały w aplikacji TikTok, gdzie obserwuje ją 90 tys. użytkowników, a pod nagraniami zebrała łącznie 1,5 mln polubień.

## Kariera zawodowa
15 października 2013 nakładem wytwórni muzycznej Konkol Music w dystrybucji Parlophone wydała swój debiutancki album pt. Już zmrok, za którego sprzedaż w 15 tys. egzemplarzy uzyskała certyfikat złotej płyty. Pochodząca z albumu piosenka „(Zabiłeś tę miłość) Nie ma nas”, do której nakręciła teledysk, była najchętniej oglądanym przez Polaków klipem w serwisie Vevo w 2013. W 2015 była najczęściej wyszukiwaną wokalistką według Google.
W kwietniu 2014 wydała singiel „Zaufaj mi”, który w serwisie YouTube przekroczył liczbę 40 milionów wyświetleń, a we wrześniu „Pani Patty”. W grudniu 2015 wydała balladę „Zasypiam wśród swoich ran”, a 13 marca 2017 – singiel „90% szans”. 10 sierpnia 2018 wydała teledysk do singla „Siódme niebo”. 27 lutego 2019 wystąpiła podczas koncertu Artyści przeciw nienawiści w Łodzi.
Po ślubie w 2018 i narodzinach córki w 2020 zawiesiła karierę muzyczną. Powróciła na początku grudnia 2022 wydaniem singla „Magiczny czas”, a krótko po nim – akustyczną wersję swojego hitu „Nie ma nas”. 27 kwietnia 2023 wydała balladę „Kiedyś odnajdę” w serwisach streamingowych, a dzień później – teledysk do piosenki. 13 lipca wydała kolejny utwór „Mój aniele”. Jesienią tego samego roku wydała utwór „Taka jak ty”, który stworzyła z Tomaszem Lubertem, a w grudniu opublikowała dwie kolędy w swoim wykonaniu: „Gdy śliczna Panna” i „Lulajże, Jezuniu". 30 stycznia 2024 wydała balladę „Dla J.", a 17 czerwca akustyczną wersję swojego drugiego hitu „Zaufaj mi".
W 2025 podpisała kontrakt z wytwórnią muzyczną Agora, pod której szyldem zadebiutowała singlem „Zwolnij”.

## Życie prywatne
17 czerwca 2018 poślubiła Michała Workowskiego, z którym ma córkę, Julię (ur. 2020).

## Dyskografia
Albumy
| Tytuł     | Dane dot. albumu                                                                                          | Sprzedaż        | Certyfikat         |
| --------- | --- | --------------- | ------------------ |
| Już zmrok | - Data: 15 października 2013 - Wydawca: Konkol Music/Parlophone - Format: CD, digital download, streaming | - POL: 15 tys.+ | - POL: złota płyta |

Single
| „(Zabiłeś tę miłość) Nie ma nas” | 2012 | 5 | Już zmrok |
| „Dość mam kłamstw”               | 2013 | – | Już zmrok |
| „Mów co chcesz”                  | 2013 | – | Już zmrok |
| „Zaufaj mi”                      | 2014 | – | Już zmrok |
| „Pani Patty”                     | 2014 | – | –         |
| „Pobiegnij ze mną”               | 2015 | – | –         |
| „Zasypiam wśród swoich ran”      | 2015 | – | –         |
| „90% szans"                      | 2017 | – | –         |
| „Siódme niebo”                   | 2018 | – | –         |
| „Magiczny czas"                  | 2022 | – | –         |
| „Nie Ma Nas (Acoustic Live)"     | 2022 | – | –         |
| „Kiedyś odnajdę"                 | 2023 | – | –         |
| „Mój aniele”                     | 2023 | – | –         |
| „Taka jak Ty"                    | 2023 | – | –         |
| „Dla J."                         | 2024 | – | –         |
| „Zaufaj mi (Acoustic Live)"      | 2024 | – | –         |
| „Zwolnij"                        | 2025 | – | –         |
| „–” singel nie był notowany.     |      |   |           |

### Pozostałe utwory
- 2015: „Wśród nocnej ciszy”
- 2015: „Przybieżeli do Betlejem
- 2016: „Mizerna cicha”
- 2023: „Gdy Śliczna Panna"
- 2023: „Lulajże Jezuniu"

## Teledyski
| Tytuł                            | Rok  | Reżyseria            | Album     | Źródło |
| -------------------------------- | ---- | -------------------- | --------- | ------ |
| „(Zabiłeś tę miłość) Nie ma nas” | 2012 | –                    | Już zmrok | [ 47 ] |
| „Dość mam kłamstw”               | 2013 | –                    | Już zmrok | [ 48 ] |
| „Mów co chcesz”                  | 2013 | –                    | Już zmrok | [ 49 ] |
| „Zaufaj mi”                      | 2014 | –                    | Już zmrok | [ 50 ] |
| „Pani Patty”                     | 2014 | –                    | –         | [ 51 ] |
| „Pobiegnij za mną”               | 2015 | –                    | –         | [ 52 ] |
| „Zasypiam wśród swoich ran”      | 2015 | Patrycja Dłutkiewicz | –         | [ 53 ] |
| „90% szans”                      | 2017 | Patrycja Dłutkiewicz | –         | [ 54 ] |
| „Siódme niebo”                   | 2018 | Patrycja Dłutkiewicz | –         | [ 55 ] |
| „Magiczny czas”                  | 2022 | Jakub Sułkowski      | –         | [ 56 ] |
| „Mizerna cicha”                  | 2022 | Patrycja Dłutkiewicz | –         | [ 57 ] |
| „Nie Ma Nas (Acoustic Live)”     | 2023 | Patrycja Dłutkiewicz | –         | [ 58 ] |
| „Kiedyś odnajdę”                 | 2023 | Jakub Sułkowski      | –         | [ 18 ] |
| „Mój aniele”                     | 2023 | Jakub Sułkowski      | –         | [ 59 ] |
| „Taka jak Ty"                    | 2023 | Jakub Sułkowski      | –         | [ 60 ] |